# Iglesia de San Pedro de la Mata (Sonseca)
La iglesia de San Pedro de la Mata es un templo en la pedanía de Casalgordo, perteneciente al municipio español de Sonseca, en la provincia de Toledo. Fue construida en la segunda mitad del siglo VII, siendo un edificio representativo del arte visigodo. 

## Descripción
Es un edificio de planta rectangular que consta de una nave con estancias laterales, un transepto en el centro del rectángulo de apariencia entre cruz griega y cruz latina y una cabecera con capilla mayor, también con estancias laterales.
Se trata de un conjunto monástico, de dimensiones algo mayores que las de Santa Comba de Bande y algo menores que San Pedro de la Nave con la que forma grupo. Inscrita en el conjunto se encuentra la iglesia de cruz latina con una capilla rectangular como cabecera y con la característica ventanilla en el testero. En el lado sur de la nave mayor hay un anejo, que forma nave lateral, pero que solo se comunica con la nave central por una puerta, como en el exterior.

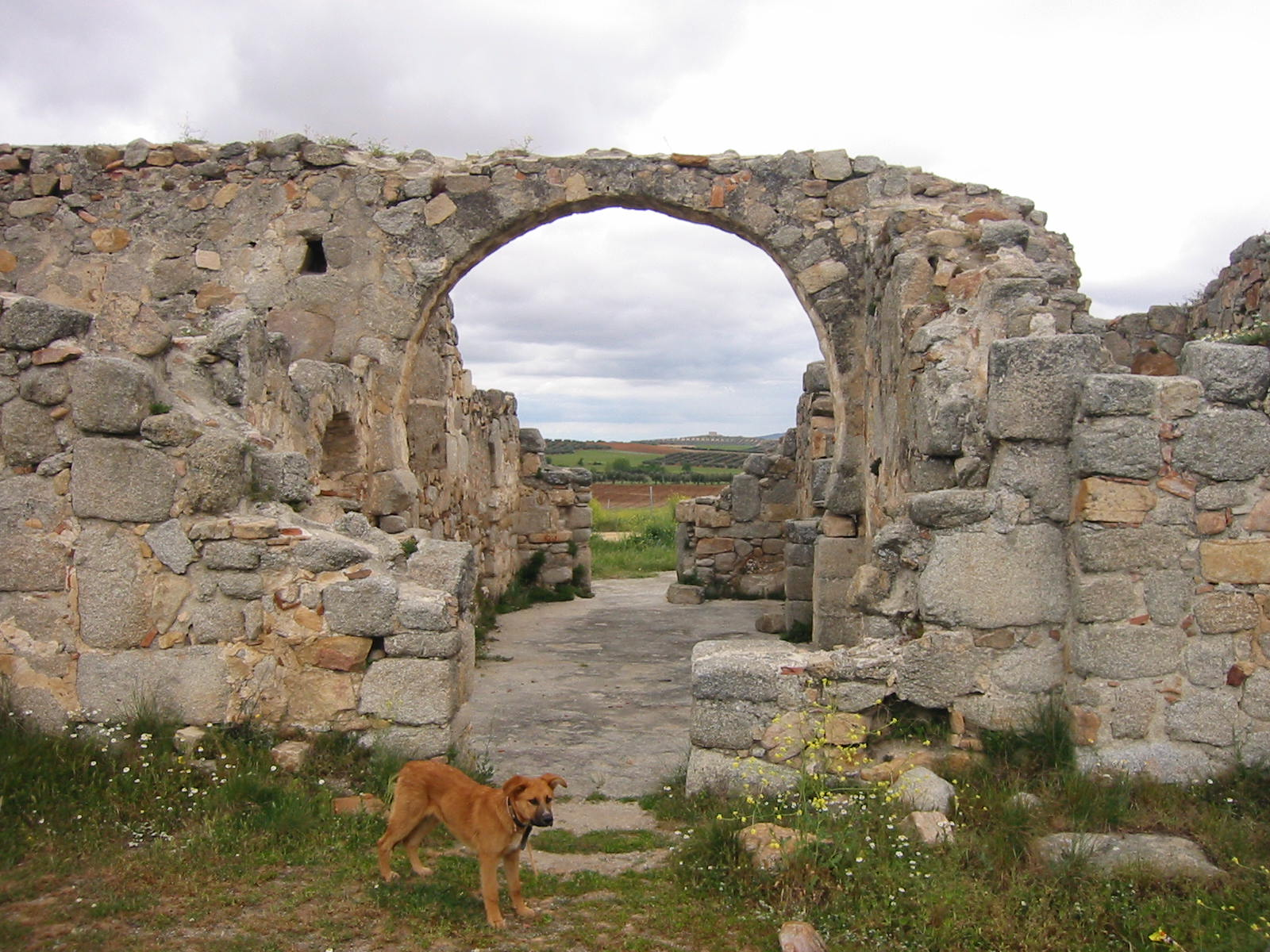
Vista de un arco

Entre el crucero y el brazo oriental de la cruz hay otras dos habitaciones semejantes a la de las iglesias antes mencionadas, solamente comunicadas con la nave central. Suponiendo completa la habitación lateral del norte y a los pies del pórtico, tendríamos una planta con la estructura cruciforme inscrita en un rectángulo. Aunque se reconoce bien la forma de crucero, uno de cuyos arcos sigue en pie, arrancando de pilares adosados al muro y de la planta del ábside cuadrangular separado de la nave central por un arco sobre pilastras. Este gran arco por sus dimensiones de muestra una insinuada forma de herradura. Aunque está en ruinas, sabemos que la capilla mayor, con arco de herradura sobre impostas de mármol en su acceso, estuvo abovedada. No puede afirmarse lo mismo respecto al sistema de cubierta de la nave, donde en el tramo central del crucero quedan arcos torales.

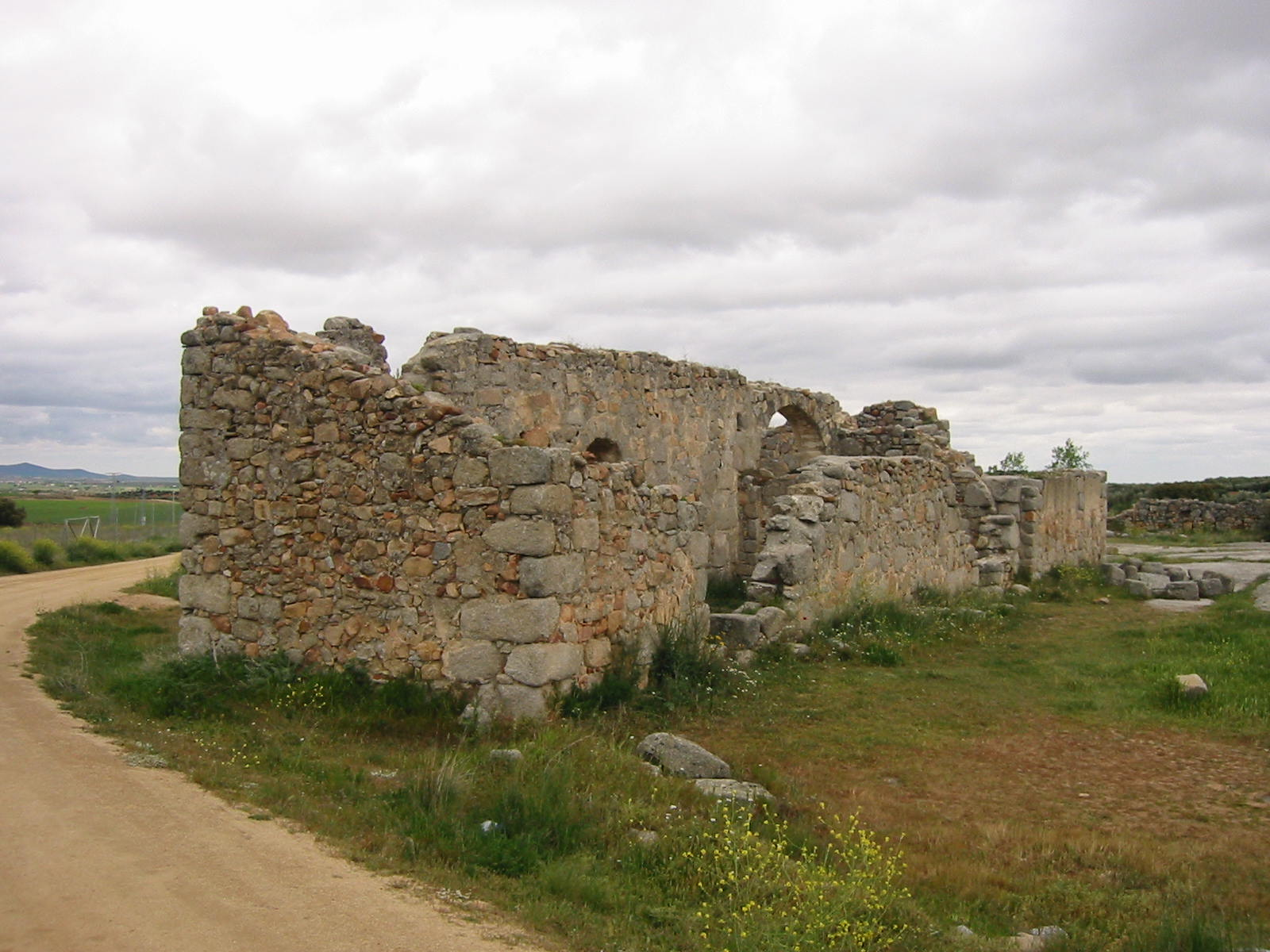
Vista de las ruinas

Por su estado ruinoso no es posible asegurar como era su cubierta, aunque según Menéndez Pidal debió llevar bóveda de cañón con un cimborrio en medio. Por el tipo de decoración, todos los autores que han estudiado San Pedro de la Mata aseguran que debió levantarse en el siglo VII. En algunas publicaciones aparece como San Pedro de Arisgotas o de Casalgordo, por las localidades cercanas. Se trata de unas ruinas que, de no mediar una intervención inmediata, están abocadas a desaparecer a pesar de que encierran un gran interés histórico.
Por un fragmento de inscripción hallado en las cercanías, parece que el conjunto podría ser fechado en la época de Wamba, es decir, de la segunda mitad del siglo VII. La planta de la iglesia de San Pedro de la Mata corresponde a las de tipo cruciforme con una serie de habitaciones yuxtapuestas en la zona central y a ambos lados del ábside, así como en la zona sur de los pies. La aparición de estas habitaciones, al igual que ocurre en estructuras semejantes, posibilita la consideración de que estemos ante un edificio de tipo monástico. Por lo que se observa entre los muros que están a la vista, la capilla mayor se realizó en época altomedieval y las excavaciones han detectado la existencia de una cabecera triple con espacio intermedio, similar a la original de San Juan de Baños (Palencia) o Santa Lucía del Trampal (Cáceres).